# Vuelta a Alemania 2023
La 37.ª edición de la Vuelta a Alemania fue una carrera de ciclismo en ruta por etapas que se celebró entre el 23 y el 27 de agosto de 2023 en Alemania, con inicio en la ciudad de Sankt Wendel y final en la ciudad de Bremen sobre un recorrido de 724,3 kilómetros.
La prueba formó parte del UCI ProSeries 2023 dentro de la categoría 2.Pro. El vencedor fue el belga Ilan Van Wilder del Soudal Quick-Step, que estuvo acompañado en el podio por el austriaco Felix Großschartner del UAE Emirates y el neerlandés Danny van Poppel del Bora-Hansgrohe, segundo y tercer clasificado respectivamente.

## Equipos participantes
Tomaron parte en la carrera 20 equipos: 10 de categoría UCI WorldTeam, 6 de categoría UCI ProTeam y 4 de categoría Continental. Formaron así un pelotón de 119 ciclistas de los que acabaron 108. Los equipos participantes fueron:
| WorldTeams (10)- Alpecin-Deceuninck - Bahrain Victorious - Bora-Hansgrohe - Ineos Grenadiers - Intermarché-Circus-Wanty - Lidl-Trek - Movistar Team - Soudal Quick-Step - Team DSM-Firmenich - UAE Team Emirates ProTeams (6)- Israel-Premier Tech - Lotto Dstny - Q36.5 Pro Cycling Team - TotalEnergies - Tudor Pro Cycling Team - Uno-X Pro Cycling Team Equipos continentales (4)- Bike Aid - P&S Benotti - Rad-Net Oßwald - Saris Rouvy Sauerland Team |
| |

## Recorrido
La Vuelta a Alemania dispuso de cuatro etapas para un recorrido total de 710,5 kilómetros.
| Etapa     | Fecha     | Recorrido               | type            | Distancia (km) | Desnivel (m) | Ganador           | Líder           |
| --------- | --------- | ----------------------- | --------------- | -------------- | ------------ | ----------------- | --------------- |
| Prólogo   | 23 de ago | St. Wendel – St. Wendel | prólogo         | 2,3            | 15 m         | Ethan Vernon      | Ethan Vernon    |
| 1.ª etapa | 24 de ago | St. Wendel – Merzig     | etapa escarpada | 178            | 2600 m       | Ilan Van Wilder   | Ilan Van Wilder |
| 2.ª etapa | 25 de ago | Kassel – Winterberg     | etapa escarpada | 190            | 3293 m       | Gregor Mühlberger | Ilan Van Wilder |
| 3.ª etapa | 26 de ago | Arnsberg – Essen        | etapa escarpada | 174            | 2154 m       | Madis Mihkels     | Ilan Van Wilder |
| 4.ª etapa | 27 de ago | Hannover – Bremen       | etapa llana     | 180            | 455 m        | Arvid de Kleijn   | Ilan Van Wilder |

### Prólogo
| St. Wendel - St. Wendel | prólogo | (2,3 km) |

| \| Clasificación de la etapa \| Clasificación de la etapa \| Clasificación de la etapa \| Clasificación de la etapa \| Clasificación de la etapa \| \| Ciclista \| Ciclista \| Equipo \| Tiempo \| \| \| ------------------------- \| ------------------------- \| ------------------------- \| ------------------------- \| ------------------------- \| \| 1.º \| Ethan Vernon \| Soudal Quick-Step \| 2 min 23 s \| \| \| 2.º \| Mads Pedersen \| Lidl-Trek \| + 1 s \| \| \| 3.º \| Maikel Zijlaard \| Tudor Pro Cycling Team \| + 3 s \| \| \| 4.º \| Danny van Poppel \| Bora-Hansgrohe \| + 3 s \| \| \| 5.º \| Nils Politt \| Bora-Hansgrohe \| + 3 s \| \| \| 6.º \| Jannik Steimle \| Soudal Quick-Step \| + 4 s \| \| \| 7.º \| Rasmus Tiller \| Uno-X Pro Cycling Team \| + 5 s \| \| \| 8.º \| Madis Mihkels \| Intermarché-Circus-Wanty \| + 5 s \| \| \| 9.º \| Sam Bennett \| Bora-Hansgrohe \| + 5 s \| \| \| 10.º \| Marco Haller \| Bora-Hansgrohe \| + 6 s \| \| |                  |                          |            |
| |                  |                          |            |
| Fuente: ProCyclingStats |                  |                          |            |
| Clasificación de la etapa |                  |                          |            |
| Ciclista | Ciclista         | Equipo                   | Tiempo     |
| 1.º | Ethan Vernon     | Soudal Quick-Step        | 2 min 23 s |
| 2.º | Mads Pedersen    | Lidl-Trek                | + 1 s      |
| 3.º | Maikel Zijlaard  | Tudor Pro Cycling Team   | + 3 s      |
| 4.º | Danny van Poppel | Bora-Hansgrohe           | + 3 s      |
| 5.º | Nils Politt      | Bora-Hansgrohe           | + 3 s      |
| 6.º | Jannik Steimle   | Soudal Quick-Step        | + 4 s      |
| 7.º | Rasmus Tiller    | Uno-X Pro Cycling Team   | + 5 s      |
| 8.º | Madis Mihkels    | Intermarché-Circus-Wanty | + 5 s      |
| 9.º | Sam Bennett      | Bora-Hansgrohe           | + 5 s      |
| 10.º | Marco Haller     | Bora-Hansgrohe           | + 6 s      |

| \| Clasificación general \| Clasificación general \| Clasificación general \| Clasificación general \| Clasificación general \| \| Ciclista \| Ciclista \| Equipo \| Tiempo \| \| \| --------------------- \| --------------------- \| ------------------------ \| --------------------- \| --------------------- \| \| 1.º \| Ethan Vernon \| Soudal Quick-Step \| 2 min 23 s \| \| \| 2.º \| Mads Pedersen \| Lidl-Trek \| + 1 s \| \| \| 3.º \| Maikel Zijlaard \| Tudor Pro Cycling Team \| + 3 s \| \| \| 4.º \| Danny van Poppel \| Bora-Hansgrohe \| + 3 s \| \| \| 5.º \| Nils Politt \| Bora-Hansgrohe \| + 3 s \| \| \| 6.º \| Jannik Steimle \| Soudal Quick-Step \| + 4 s \| \| \| 7.º \| Rasmus Tiller \| Uno-X Pro Cycling Team \| + 5 s \| \| \| 8.º \| Madis Mihkels \| Intermarché-Circus-Wanty \| + 5 s \| \| \| 9.º \| Sam Bennett \| Bora-Hansgrohe \| + 5 s \| \| \| 10.º \| Marco Haller \| Bora-Hansgrohe \| + 6 s \| \| |                  |                          |            |
| |                  |                          |            |
| Fuente: ProCyclingStats |                  |                          |            |
| Clasificación general |                  |                          |            |
| Ciclista | Ciclista         | Equipo                   | Tiempo     |
| 1.º | Ethan Vernon     | Soudal Quick-Step        | 2 min 23 s |
| 2.º | Mads Pedersen    | Lidl-Trek                | + 1 s      |
| 3.º | Maikel Zijlaard  | Tudor Pro Cycling Team   | + 3 s      |
| 4.º | Danny van Poppel | Bora-Hansgrohe           | + 3 s      |
| 5.º | Nils Politt      | Bora-Hansgrohe           | + 3 s      |
| 6.º | Jannik Steimle   | Soudal Quick-Step        | + 4 s      |
| 7.º | Rasmus Tiller    | Uno-X Pro Cycling Team   | + 5 s      |
| 8.º | Madis Mihkels    | Intermarché-Circus-Wanty | + 5 s      |
| 9.º | Sam Bennett      | Bora-Hansgrohe           | + 5 s      |
| 10.º | Marco Haller     | Bora-Hansgrohe           | + 6 s      |

### 1.ª etapa
| St. Wendel - Merzig | etapa escarpada | (178 km) |

| \| Clasificación de la etapa \| Clasificación de la etapa \| Clasificación de la etapa \| Clasificación de la etapa \| Clasificación de la etapa \| \| Ciclista \| Ciclista \| Equipo \| Tiempo \| \| \| ------------------------- \| ------------------------- \| ------------------------- \| ------------------------- \| ------------------------- \| \| 1.º \| Ilan Van Wilder \| Soudal Quick-Step \| 4 h 17 min 39 s \| \| \| 2.º \| Felix Großschartner \| UAE Team Emirates \| + 0 s \| \| \| 3.º \| Pavel Sivakov \| Ineos Grenadiers \| + 0 s \| \| \| 4.º \| Kevin Vermaerke \| Team DSM-Firmenich \| + 3 s \| \| \| 5.º \| Pello Bilbao \| Bahrain Victorious \| + 3 s \| \| \| 6.º \| Dylan Teuns \| Israel-Premier Tech \| + 3 s \| \| \| 7.º \| Danny van Poppel \| Bora-Hansgrohe \| + 10 s \| \| \| 8.º \| Ethan Vernon \| Soudal Quick-Step \| + 10 s \| \| \| 9.º \| Nikias Arndt \| Bahrain Victorious \| + 10 s \| \| \| 10.º \| Alex Kirsch \| Lidl-Trek \| + 10 s \| \| |                     |                     |                 |
| |                     |                     |                 |
| Fuente: ProCyclingStats |                     |                     |                 |
| Clasificación de la etapa |                     |                     |                 |
| Ciclista | Ciclista            | Equipo              | Tiempo          |
| 1.º | Ilan Van Wilder     | Soudal Quick-Step   | 4 h 17 min 39 s |
| 2.º | Felix Großschartner | UAE Team Emirates   | + 0 s           |
| 3.º | Pavel Sivakov       | Ineos Grenadiers    | + 0 s           |
| 4.º | Kevin Vermaerke     | Team DSM-Firmenich  | + 3 s           |
| 5.º | Pello Bilbao        | Bahrain Victorious  | + 3 s           |
| 6.º | Dylan Teuns         | Israel-Premier Tech | + 3 s           |
| 7.º | Danny van Poppel    | Bora-Hansgrohe      | + 10 s          |
| 8.º | Ethan Vernon        | Soudal Quick-Step   | + 10 s          |
| 9.º | Nikias Arndt        | Bahrain Victorious  | + 10 s          |
| 10.º | Alex Kirsch         | Lidl-Trek           | + 10 s          |

| \| Clasificación general \| Clasificación general \| Clasificación general \| Clasificación general \| Clasificación general \| \| Ciclista \| Ciclista \| Equipo \| Tiempo \| \| \| --------------------- \| --------------------- \| ---------------------- \| --------------------- \| --------------------- \| \| 1.º \| Ilan Van Wilder \| Soudal Quick-Step \| 4 h 19 min 56 s \| \| \| 2.º \| Felix Großschartner \| UAE Team Emirates \| + 9 s \| \| \| 3.º \| Pavel Sivakov \| Ineos Grenadiers \| + 10 s \| \| \| 4.º \| Ethan Vernon \| Soudal Quick-Step \| + 16 s \| \| \| 5.º \| Danny van Poppel \| Bora-Hansgrohe \| + 19 s \| \| \| 6.º \| Nils Politt \| Bora-Hansgrohe \| + 19 s \| \| \| 7.º \| Pello Bilbao \| Bahrain Victorious \| + 20 s \| \| \| 8.º \| Kevin Vermaerke \| Team DSM-Firmenich \| + 21 s \| \| \| 9.º \| Dylan Teuns \| Israel-Premier Tech \| + 21 s \| \| \| 10.º \| Rasmus Tiller \| Uno-X Pro Cycling Team \| + 21 s \| \| |                     |                        |                 |
| |                     |                        |                 |
| Fuente: ProCyclingStats |                     |                        |                 |
| Clasificación general |                     |                        |                 |
| Ciclista | Ciclista            | Equipo                 | Tiempo          |
| 1.º | Ilan Van Wilder     | Soudal Quick-Step      | 4 h 19 min 56 s |
| 2.º | Felix Großschartner | UAE Team Emirates      | + 9 s           |
| 3.º | Pavel Sivakov       | Ineos Grenadiers       | + 10 s          |
| 4.º | Ethan Vernon        | Soudal Quick-Step      | + 16 s          |
| 5.º | Danny van Poppel    | Bora-Hansgrohe         | + 19 s          |
| 6.º | Nils Politt         | Bora-Hansgrohe         | + 19 s          |
| 7.º | Pello Bilbao        | Bahrain Victorious     | + 20 s          |
| 8.º | Kevin Vermaerke     | Team DSM-Firmenich     | + 21 s          |
| 9.º | Dylan Teuns         | Israel-Premier Tech    | + 21 s          |
| 10.º | Rasmus Tiller       | Uno-X Pro Cycling Team | + 21 s          |

### 2.ª etapa
| Kassel - Winterberg | etapa escarpada | (190 km) |

| \| Clasificación de la etapa \| Clasificación de la etapa \| Clasificación de la etapa \| Clasificación de la etapa \| Clasificación de la etapa \| \| Ciclista \| Ciclista \| Equipo \| Tiempo \| \| \| ------------------------- \| ------------------------- \| ------------------------- \| ------------------------- \| ------------------------- \| \| 1.º \| Gregor Mühlberger \| Movistar Team \| 4 h 59 min 51 s \| \| \| 2.º \| Alex Aranburu \| Movistar Team \| + 10 s \| \| \| 3.º \| Kevin Vermaerke \| Team DSM-Firmenich \| + 10 s \| \| \| 4.º \| Pavel Sivakov \| Ineos Grenadiers \| + 10 s \| \| \| 5.º \| Ilan Van Wilder \| Soudal Quick-Step \| + 10 s \| \| \| 6.º \| Danny van Poppel \| Bora-Hansgrohe \| + 10 s \| \| \| 7.º \| Nils Politt \| Bora-Hansgrohe \| + 10 s \| \| \| 8.º \| Georg Zimmermann \| Intermarché-Circus-Wanty \| + 10 s \| \| \| 9.º \| Rasmus Tiller \| Uno-X Pro Cycling Team \| + 10 s \| \| \| 10.º \| Mathias Vacek \| Lidl-Trek \| + 10 s \| \| |                   |                          |                 |
| |                   |                          |                 |
| Fuente: ProCyclingStats |                   |                          |                 |
| Clasificación de la etapa |                   |                          |                 |
| Ciclista | Ciclista          | Equipo                   | Tiempo          |
| 1.º | Gregor Mühlberger | Movistar Team            | 4 h 59 min 51 s |
| 2.º | Alex Aranburu     | Movistar Team            | + 10 s          |
| 3.º | Kevin Vermaerke   | Team DSM-Firmenich       | + 10 s          |
| 4.º | Pavel Sivakov     | Ineos Grenadiers         | + 10 s          |
| 5.º | Ilan Van Wilder   | Soudal Quick-Step        | + 10 s          |
| 6.º | Danny van Poppel  | Bora-Hansgrohe           | + 10 s          |
| 7.º | Nils Politt       | Bora-Hansgrohe           | + 10 s          |
| 8.º | Georg Zimmermann  | Intermarché-Circus-Wanty | + 10 s          |
| 9.º | Rasmus Tiller     | Uno-X Pro Cycling Team   | + 10 s          |
| 10.º | Mathias Vacek     | Lidl-Trek                | + 10 s          |

| \| Clasificación general \| Clasificación general \| Clasificación general \| Clasificación general \| Clasificación general \| \| Ciclista \| Ciclista \| Equipo \| Tiempo \| \| \| --------------------- \| --------------------- \| ---------------------- \| --------------------- \| --------------------- \| \| 1.º \| Ilan Van Wilder \| Soudal Quick-Step \| 9 h 19 min 54 s \| \| \| 2.º \| Felix Großschartner \| UAE Team Emirates \| + 11 s \| \| \| 3.º \| Pavel Sivakov \| Ineos Grenadiers \| + 13 s \| \| \| 4.º \| Kevin Vermaerke \| Team DSM-Firmenich \| + 18 s \| \| \| 5.º \| Alex Aranburu \| Movistar Team \| + 19 s \| \| \| 6.º \| Danny van Poppel \| Bora-Hansgrohe \| + 22 s \| \| \| 7.º \| Nils Politt \| Bora-Hansgrohe \| + 22 s \| \| \| 8.º \| Pello Bilbao \| Bahrain Victorious \| + 23 s \| \| \| 9.º \| Dylan Teuns \| Israel-Premier Tech \| + 24 s \| \| \| 10.º \| Rasmus Tiller \| Uno-X Pro Cycling Team \| + 24 s \| \| |                     |                        |                 |
| |                     |                        |                 |
| Fuente: ProCyclingStats |                     |                        |                 |
| Clasificación general |                     |                        |                 |
| Ciclista | Ciclista            | Equipo                 | Tiempo          |
| 1.º | Ilan Van Wilder     | Soudal Quick-Step      | 9 h 19 min 54 s |
| 2.º | Felix Großschartner | UAE Team Emirates      | + 11 s          |
| 3.º | Pavel Sivakov       | Ineos Grenadiers       | + 13 s          |
| 4.º | Kevin Vermaerke     | Team DSM-Firmenich     | + 18 s          |
| 5.º | Alex Aranburu       | Movistar Team          | + 19 s          |
| 6.º | Danny van Poppel    | Bora-Hansgrohe         | + 22 s          |
| 7.º | Nils Politt         | Bora-Hansgrohe         | + 22 s          |
| 8.º | Pello Bilbao        | Bahrain Victorious     | + 23 s          |
| 9.º | Dylan Teuns         | Israel-Premier Tech    | + 24 s          |
| 10.º | Rasmus Tiller       | Uno-X Pro Cycling Team | + 24 s          |

### 3.ª etapa
| Arnsberg - Essen | etapa escarpada | (174 km) |

| \| Clasificación de la etapa \| Clasificación de la etapa \| Clasificación de la etapa \| Clasificación de la etapa \| Clasificación de la etapa \| \| Ciclista \| Ciclista \| Equipo \| Tiempo \| \| \| ------------------------- \| ------------------------- \| ------------------------- \| ------------------------- \| ------------------------- \| \| 1.º \| Madis Mihkels \| Intermarché-Circus-Wanty \| 3 h 59 min 49 s \| \| \| 2.º \| Danny van Poppel \| Bora-Hansgrohe \| + 0 s \| \| \| 3.º \| Quinten Hermans \| Alpecin-Deceuninck \| + 0 s \| \| \| 4.º \| Phil Bauhaus \| Bahrain Victorious \| + 0 s \| \| \| 5.º \| Ethan Vernon \| Soudal Quick-Step \| + 0 s \| \| \| 6.º \| Émilien Jeannière \| TotalEnergies \| + 0 s \| \| \| 7.º \| Alex Aranburu \| Movistar Team \| + 0 s \| \| \| 8.º \| Rick Zabel \| Israel-Premier Tech \| + 0 s \| \| \| 9.º \| Mads Pedersen \| Lidl-Trek \| + 0 s \| \| \| 10.º \| Gianluca Brambilla \| Q36.5 Pro Cycling Team \| + 0 s \| \| |                    |                          |                 |
| |                    |                          |                 |
| Fuente: ProCyclingStats |                    |                          |                 |
| Clasificación de la etapa |                    |                          |                 |
| Ciclista | Ciclista           | Equipo                   | Tiempo          |
| 1.º | Madis Mihkels      | Intermarché-Circus-Wanty | 3 h 59 min 49 s |
| 2.º | Danny van Poppel   | Bora-Hansgrohe           | + 0 s           |
| 3.º | Quinten Hermans    | Alpecin-Deceuninck       | + 0 s           |
| 4.º | Phil Bauhaus       | Bahrain Victorious       | + 0 s           |
| 5.º | Ethan Vernon       | Soudal Quick-Step        | + 0 s           |
| 6.º | Émilien Jeannière  | TotalEnergies            | + 0 s           |
| 7.º | Alex Aranburu      | Movistar Team            | + 0 s           |
| 8.º | Rick Zabel         | Israel-Premier Tech      | + 0 s           |
| 9.º | Mads Pedersen      | Lidl-Trek                | + 0 s           |
| 10.º | Gianluca Brambilla | Q36.5 Pro Cycling Team   | + 0 s           |

| \| Clasificación general \| Clasificación general \| Clasificación general \| Clasificación general \| Clasificación general \| \| Ciclista \| Ciclista \| Equipo \| Tiempo \| \| \| --------------------- \| --------------------- \| ---------------------- \| --------------------- \| --------------------- \| \| 1.º \| Ilan Van Wilder \| Soudal Quick-Step \| 13 h 19 min 46 s \| \| \| 2.º \| Felix Großschartner \| UAE Team Emirates \| + 11 s \| \| \| 3.º \| Pavel Sivakov \| Ineos Grenadiers \| + 13 s \| \| \| 4.º \| Danny van Poppel \| Bora-Hansgrohe \| + 16 s \| \| \| 5.º \| Alex Aranburu \| Movistar Team \| + 17 s \| \| \| 6.º \| Kevin Vermaerke \| Team DSM-Firmenich \| + 18 s \| \| \| 7.º \| Rasmus Tiller \| Uno-X Pro Cycling Team \| + 21 s \| \| \| 8.º \| Nils Politt \| Bora-Hansgrohe \| + 22 s \| \| \| 9.º \| Dylan Teuns \| Israel-Premier Tech \| + 23 s \| \| \| 10.º \| Quinten Hermans \| Alpecin-Deceuninck \| + 23 s \| \| |                     |                        |                  |
| |                     |                        |                  |
| Fuente: ProCyclingStats |                     |                        |                  |
| Clasificación general |                     |                        |                  |
| Ciclista | Ciclista            | Equipo                 | Tiempo           |
| 1.º | Ilan Van Wilder     | Soudal Quick-Step      | 13 h 19 min 46 s |
| 2.º | Felix Großschartner | UAE Team Emirates      | + 11 s           |
| 3.º | Pavel Sivakov       | Ineos Grenadiers       | + 13 s           |
| 4.º | Danny van Poppel    | Bora-Hansgrohe         | + 16 s           |
| 5.º | Alex Aranburu       | Movistar Team          | + 17 s           |
| 6.º | Kevin Vermaerke     | Team DSM-Firmenich     | + 18 s           |
| 7.º | Rasmus Tiller       | Uno-X Pro Cycling Team | + 21 s           |
| 8.º | Nils Politt         | Bora-Hansgrohe         | + 22 s           |
| 9.º | Dylan Teuns         | Israel-Premier Tech    | + 23 s           |
| 10.º | Quinten Hermans     | Alpecin-Deceuninck     | + 23 s           |

### 4.ª etapa
| Hannover - Bremen | etapa llana | (180 km) |

| \| Clasificación de la etapa \| Clasificación de la etapa \| Clasificación de la etapa \| Clasificación de la etapa \| Clasificación de la etapa \| \| Ciclista \| Ciclista \| Equipo \| Tiempo \| \| \| ------------------------- \| ------------------------- \| ------------------------- \| ------------------------- \| ------------------------- \| \| 1.º \| Arvid de Kleijn \| Tudor Pro Cycling Team \| 3 h 41 min 35 s \| \| \| 2.º \| Phil Bauhaus \| Bahrain Victorious \| + 0 s \| \| \| 3.º \| Marius Mayrhofer \| Team DSM-Firmenich \| + 0 s \| \| \| 4.º \| Émilien Jeannière \| TotalEnergies \| + 0 s \| \| \| 5.º \| Rüdiger Selig \| Lotto Dstny \| + 0 s \| \| \| 6.º \| Ethan Vernon \| Soudal Quick-Step \| + 0 s \| \| \| 7.º \| Pascal Ackermann \| UAE Team Emirates \| + 0 s \| \| \| 8.º \| Matteo Moschetti \| Q36.5 Pro Cycling Team \| + 0 s \| \| \| 9.º \| Sam Bennett \| Bora-Hansgrohe \| + 0 s \| \| \| 10.º \| Natnael Tesfatsion \| Lidl-Trek \| + 0 s \| \| |                    |                        |                 |
| |                    |                        |                 |
| Fuente: ProCyclingStats |                    |                        |                 |
| Clasificación de la etapa |                    |                        |                 |
| Ciclista | Ciclista           | Equipo                 | Tiempo          |
| 1.º | Arvid de Kleijn    | Tudor Pro Cycling Team | 3 h 41 min 35 s |
| 2.º | Phil Bauhaus       | Bahrain Victorious     | + 0 s           |
| 3.º | Marius Mayrhofer   | Team DSM-Firmenich     | + 0 s           |
| 4.º | Émilien Jeannière  | TotalEnergies          | + 0 s           |
| 5.º | Rüdiger Selig      | Lotto Dstny            | + 0 s           |
| 6.º | Ethan Vernon       | Soudal Quick-Step      | + 0 s           |
| 7.º | Pascal Ackermann   | UAE Team Emirates      | + 0 s           |
| 8.º | Matteo Moschetti   | Q36.5 Pro Cycling Team | + 0 s           |
| 9.º | Sam Bennett        | Bora-Hansgrohe         | + 0 s           |
| 10.º | Natnael Tesfatsion | Lidl-Trek              | + 0 s           |

## Clasificaciones finales
- Las clasificaciones finalizaron de la siguiente forma:[4]

### Clasificación general
| \| Clasificación general \| Clasificación general \| Clasificación general \| Clasificación general \| Clasificación general \| \| Ciclista \| Ciclista \| Equipo \| Tiempo \| \| \| --------------------- \| --------------------- \| ---------------------- \| --------------------- \| --------------------- \| \| 1.º \| Ilan Van Wilder \| Soudal Quick-Step \| 17 h 01 min 18 s \| \| \| 2.º \| Felix Großschartner \| UAE Team Emirates \| + 11 s \| \| \| 3.º \| Danny van Poppel \| Bora-Hansgrohe \| + 13 s \| \| \| 4.º \| Pavel Sivakov \| Ineos Grenadiers \| + 13 s \| \| \| 5.º \| Alex Aranburu \| Movistar Team \| + 17 s \| \| \| 6.º \| Kevin Vermaerke \| Team DSM-Firmenich \| + 18 s \| \| \| 7.º \| Rasmus Tiller \| Uno-X Pro Cycling Team \| + 20 s \| \| \| 8.º \| Quinten Hermans \| Alpecin-Deceuninck \| + 21 s \| \| \| 9.º \| Nils Politt \| Bora-Hansgrohe \| + 22 s \| \| \| 10.º \| Dylan Teuns \| Israel-Premier Tech \| + 23 s \| \| |                     |                        |                  |
| |                     |                        |                  |
| Fuente: ProCyclingStats |                     |                        |                  |
| Clasificación general |                     |                        |                  |
| Ciclista | Ciclista            | Equipo                 | Tiempo           |
| 1.º | Ilan Van Wilder     | Soudal Quick-Step      | 17 h 01 min 18 s |
| 2.º | Felix Großschartner | UAE Team Emirates      | + 11 s           |
| 3.º | Danny van Poppel    | Bora-Hansgrohe         | + 13 s           |
| 4.º | Pavel Sivakov       | Ineos Grenadiers       | + 13 s           |
| 5.º | Alex Aranburu       | Movistar Team          | + 17 s           |
| 6.º | Kevin Vermaerke     | Team DSM-Firmenich     | + 18 s           |
| 7.º | Rasmus Tiller       | Uno-X Pro Cycling Team | + 20 s           |
| 8.º | Quinten Hermans     | Alpecin-Deceuninck     | + 21 s           |
| 9.º | Nils Politt         | Bora-Hansgrohe         | + 22 s           |
| 10.º | Dylan Teuns         | Israel-Premier Tech    | + 23 s           |

### Clasificación de la montaña
| Clasificación de la montaña | Clasificación de la montaña | Clasificación de la montaña | Clasificación de la montaña | Clasificación de la montaña |
| Ciclista                    | Ciclista                    | Equipo                      | Puntos                      |                             |
| --------------------------- | --------------------------- | --------------------------- | --------------------------- | --------------------------- |
| 1.º                         | Harm Vanhoucke              | Lotto Dstny                 | 7 pts                       |                             |
| 2.º                         | Florian Stork               | Team DSM-Firmenich          | 5 pts                       |                             |
| 3.º                         | Vincent John                | Rad-Net Oßwald              | 4 pts                       |                             |
| 4.º                         | Frank van den Broek         | Team DSM-Firmenich          | 3 pts                       |                             |
| 5.º                         | Vinzent Dorn                | Bike Aid                    | 3 pts                       |                             |
| 6.º                         | Gregor Mühlberger           | Movistar Team               | 3 pts                       |                             |
| 7.º                         | Anders Halland Johannessen  | Uno-X Pro Cycling Team      | 3 pts                       |                             |
| 8.º                         | Oscar Riesebeek             | Alpecin-Deceuninck          | 3 pts                       |                             |
| 9.º                         | Brandon McNulty             | UAE Team Emirates           | 3 pts                       |                             |
| 10.º                        | Gianluca Brambilla          | Q36.5 Pro Cycling Team      | 2 pts                       |                             |

### Clasificación por puntos
| Clasificación por puntos | Clasificación por puntos | Clasificación por puntos | Clasificación por puntos | Clasificación por puntos |
| Ciclista                 | Ciclista                 | Equipo                   | Puntos                   |                          |
| ------------------------ | ------------------------ | ------------------------ | ------------------------ | ------------------------ |
| 1.º                      | Ethan Vernon             | Soudal Quick-Step        | 39 pts                   |                          |
| 2.º                      | Danny van Poppel         | Bora-Hansgrohe           | 28 pts                   |                          |
| 3.º                      | Ilan Van Wilder          | Soudal Quick-Step        | 21 pts                   |                          |
| 4.º                      | Phil Bauhaus             | Bahrain Victorious       | 19 pts                   |                          |
| 5.º                      | Madis Mihkels            | Intermarché-Circus-Wanty | 18 pts                   |                          |
| 6.º                      | Pavel Sivakov            | Ineos Grenadiers         | 16 pts                   |                          |
| 7.º                      | Alex Aranburu            | Movistar Team            | 16 pts                   |                          |
| 8.º                      | Kevin Vermaerke          | Team DSM-Firmenich       | 16 pts                   |                          |
| 9.º                      | Gregor Mühlberger        | Movistar Team            | 15 pts                   |                          |
| 10.º                     | Arvid de Kleijn          | Tudor Pro Cycling Team   | 15 pts                   |                          |

### Clasificación de los jóvenes
| Clasificación del mejor joven | Clasificación del mejor joven | Clasificación del mejor joven | Clasificación del mejor joven | Clasificación del mejor joven |
| Ciclista                      | Ciclista                      | Equipo                        | Tiempo                        |                               |
| ----------------------------- | ----------------------------- | ----------------------------- | ----------------------------- | ----------------------------- |
| 1.º                           | Ilan Van Wilder               | Soudal Quick-Step             | 17 h 01 min 18 s              |                               |
| 2.º                           | Kevin Vermaerke               | Team DSM-Firmenich            | + 18 s                        |                               |
| 3.º                           | Brandon McNulty               | UAE Team Emirates             | + 27 s                        |                               |
| 4.º                           | Mathias Vacek                 | Lidl-Trek                     | + 28 s                        |                               |
| 5.º                           | Frank van den Broek           | Team DSM-Firmenich            | + 30 s                        |                               |
| 6.º                           | Mathieu Burgaudeau            | TotalEnergies                 | + 32 s                        |                               |
| 7.º                           | Vinzent Dorn                  | Bike Aid                      | + 1 min 00 s                  |                               |
| 8.º                           | Mattéo Vercher                | TotalEnergies                 | + 1 min 22 s                  |                               |
| 9.º                           | Rick Pluimers                 | Tudor Pro Cycling Team        | + 1 min 30 s                  |                               |
| 10.º                          | Juri Hollmann                 | Movistar Team                 | + 1 min 31 s                  |                               |

### Clasificación por equipos
| Clasificación por equipos | Clasificación por equipos | Clasificación por equipos | Clasificación por equipos |
| Equipo                    | Equipo                    | Tiempo                    |                           |
| ------------------------- | ------------------------- | ------------------------- | ------------------------- |
| 1.º                       | UAE Team Emirates         | 51 h 05 min 06 s          |                           |
| 2.º                       | Team DSM-Firmenich        | + 8 s                     |                           |
| 3.º                       | Movistar Team             | + 11 s                    |                           |
| 4.º                       | Bora-Hansgrohe            | + 24 s                    |                           |
| 5.º                       | Lidl-Trek                 | + 2 min 28 s              |                           |
| 6.º                       | Israel-Premier Tech       | + 2 min 33 s              |                           |
| 7.º                       | Bahrain Victorious        | + 4 min 08 s              |                           |
| 8.º                       | TotalEnergies             | + 4 min 19 s              |                           |
| 9.º                       | Intermarché-Circus-Wanty  | + 6 min 45 s              |                           |
| 10.º                      | Soudal Quick-Step         | + 8 min 37 s              |                           |

## Evolución de las clasificaciones
| Etapa                   |                         | Ganador _         | Clasificación general | Puntos          | Montaña        | Jóvenes         | Equipo _          |
| ----------------------- | ----------------------- | ----------------- | --------------------- | --------------- | -------------- | --------------- | ----------------- |
| Prólogo                 | prólogo                 | Ethan Vernon      | Ethan Vernon          | Ethan Vernon    | no otorgado    | Ethan Vernon    | Soudal Quick-Step |
| 1.ª etapa               | etapa escarpada         | Ilan Van Wilder   | Ilan Van Wilder       | Ethan Vernon    | Harm Vanhoucke | Ilan Van Wilder | Soudal Quick-Step |
| 2.ª etapa               | etapa escarpada         | Gregor Mühlberger | Ilan Van Wilder       | Ilan Van Wilder | Harm Vanhoucke | Ilan Van Wilder | UAE Team Emirates |
| 3.ª etapa               | etapa escarpada         | Madis Mihkels     | Ilan Van Wilder       | Ethan Vernon    | Harm Vanhoucke | Ilan Van Wilder | UAE Team Emirates |
| 4.ª etapa               | etapa llana             | Arvid de Kleijn   | Ilan Van Wilder       | Ethan Vernon    | Harm Vanhoucke | Ilan Van Wilder | UAE Team Emirates |
| Clasificaciones finales | Clasificaciones finales |                   | Ilan Van Wilder       | Ethan Vernon    | Harm Vanhoucke | Ilan Van Wilder | UAE Team Emirates |

## Ciclistas participantes y posiciones finales
Convenciones:
- AB-N: Abandono en la etapa "N"
- FLT-N: Retiro por llegada fuera del límite de tiempo en la etapa "N"
- NTS-N: No tomó la salida para la etapa "N"
- DES-N: Descalificado o expulsado en la etapa "N"

## UCI World Ranking
La Vuelta a Alemania otorgó puntos para el UCI World Ranking para corredores de los equipos en las categorías UCI WorldTeam, UCI ProTeam y Continental. Las siguientes tablas son el baremo de puntuación y los diez corredores que obtuvieron más puntos:
| Posición              | 1.º | 2.º | 3.º | 4.º | 5.º | 6.º | 7.º | 8.º | 9.º | 10.º | 11.º | 12.º | 13.º | 14.º | 15.º | 16.º-30.º | 31.º-40.º |
| Clasificación general | 200 | 150 | 125 | 100 | 85  | 70  | 60  | 50  | 40  | 35   | 30   | 25   | 20   | 15   | 10   | 5         | 3         |
| Por etapa             | 20  | 15  | 10  | 5   | 3   |     |     |     |     |      |      |      |      |      |      |           |           |
| Líder                 | 5   |     |     |     |     |     |     |     |     |      |      |      |      |      |      |           |           |

| Clasificación |                     |                     |         |       |       |       |
| Posición      | Ciclista            | Equipo              | General | Etapa | Líder | Total |
| ------------- | ------------------- | ------------------- | ------- | ----- | ----- | ----- |
| 1.º           | Ilan Van Wilder     | Soudal Quick-Step   | 200     | 23    | 15    | 238   |
| 2.º           | Felix Großschartner | UAE Emirates        | 150     | 15    | -     | 165   |
| 3.º           | Danny van Poppel    | Bora-Hansgrohe      | 125     | 20    | -     | 145   |
| 4.º           | Pavel Sivakov       | INEOS Grenadiers    | 100     | 15    | -     | 115   |
| 5.º           | Alex Aranburu       | Movistar            | 85      | 15    | -     | 100   |
| 6.º           | Kevin Vermaerke     | dsm-firmenich       | 70      | 15    | -     | 85    |
| 7.º           | Rasmus Tiller       | Uno-X               | 60      | -     | -     | 60    |
| 8.º           | Quinten Hermans     | Alpecin-Deceuninck  | 50      | 10    | -     | 60    |
| 9.º           | Nils Politt         | Bora-Hansgrohe      | 40      | 3     | -     | 43    |
| 10.º          | Dylan Teuns         | Israel-Premier Tech | 35      | -     | -     | 35    |